# LeMan (rivista)
LeMan è una rivista bisettimanale satirica turca, edita a Istanbul, fondata nel 1991 dai fumettisti Mehmet Çağçağ e Tuncay Akgün. È erede del periodico Limon, a sua volta fondato da collaboratori della storica rivista satirica Gırgır.
Nata come progetto indipendente, LeMan ha una storica vocazione satirica di sinistra grazie alla collaborazione di firme come Nihat Genç, Ender Özkahraman e Cezmi Ersöz, oltre a intellettuali come Can Yücel ed Eşber Yağmurdereli. Nel corso degli anni si è trasformata in un vero e proprio gruppo editoriale, dando vita a numerose altre pubblicazioni, sia satiriche sia generaliste, sotto la propria etichetta.
Nel 2010 ha celebrato la pubblicazione del suo millesimo numero.

## Controversie
Il 26 giugno 2025, LeMan è finita al centro di una durissima ondata di critiche a seguito della pubblicazione di una vignetta ritenuta da molti offensiva nei confronti della sensibilità religiosa islamica. Nell’edizione di quella settimana, infatti, compariva un disegno in cui due figure, identificate come Maometto e Mosè, si stringevano la mano pronunciando rispettivamente “As-salamu alaykum” e “Aleichem shalom” (in arabo e in ebraico) con sullo sfondo l’immagine del Medio Oriente sotto le bombe (chiara allusione al conflitto israelo-palestinese).
A suscitare l’indignazione di diversi ambienti religiosi è stata soprattutto l’apparente rappresentazione figurativa del profeta Maometto, un tabù assoluto nell’Islam sunnita. La redazione di LeMan ha tuttavia respinto le accuse. Ciononostante, alcuni gruppi islamisti radicali hanno inscenato proteste davanti alla sede della rivista, nel quartiere di Beyoğlu a Istanbul.
La Procura della Repubblica ha contestualmente aperto un’inchiesta, invocando l’articolo 216 del Codice penale turco che punisce il “vilipendio dei valori religiosi”, e ha ordinato la custodia cautelare per quattro persone, tra cui l’editore, il direttore responsabile e il caporedattore della testata. Le autorità turche hanno inoltre disposto il blocco dell’accesso al sito web di LeMan, oscurandone temporaneamente i contenuti online.